# Józef Walentynowicz
Józef Walentynowicz herbu Łabędź – sędzia grodzki inflancki w latach 1788–1794, podstoli oniksztyński w 1794 roku, prezydent wiłkomierski w 1796 roku, poseł powiatu wiłkomierskiego na sejm grodzieński (1793),  członek konfederacji grodzieńskiej w 1793 roku.